# Stelios Janakopulos
Stelios Janakopulos, gr. Στέλιος Γιαννακόπουλος (ur. 12 czerwca 1974 w Atenach) – grecki piłkarz grający na pozycji pomocnika.

## Kariera
Profesjonalną karierę Janakopulos zaczynał w Ethnikos Asteras w sezonie 1992/1993. Po roku gry w tej drużynie odszedł do Paniliakosu AO. Przez trzy lata występów w zespole z Pirgos rozegrał 84 spotkania i strzelił 26 goli, co stanowiło odpowiednią rekomendację dla działaczy Olympiakosu Pireus, żeby wykupić pomocnika do swojego zespołu. W Olympiakosie grał przez siedem lat, do 2003 roku. W Pireusie zdobył 7 mistrzostw Grecji i 2-krotnie Puchar Grecji. Następnym klubem w karierze Janakopulosa był angielski Bolton Wanderers, w którym występował do 2008 roku. Wtedy rozwiązano z nim kontrakt i na zasadzie wolnego transferu związał się roczną umową z Hull City. Grał tam do początku roku 2009. W tym czasie nie był podstawowym zawodnikiem swojego klubu i zagrał w dwóch meczach Premier League. W styczniu tego roku podpisał kontrakt z AE Larisa. W zespole tym grał do grudnia 2009 roku
W 1997 roku Grek zadebiutował w swojej reprezentacji. W kadrze rozegrał 77 meczów i strzelił 12 goli. Wraz z kolegami w 2004 roku zdobył Mistrzostwo Europy.